# Arlin Turner
Henry Arlin Turner (* 25. November 1909 in Abilene, Texas; † 24. April 1980 in Austin, Texas) war ein amerikanischer Literaturwissenschaftler.

## Leben und Werk
Arlin Turner studierte zunächst an der West Texas State University (B.A. 1927), dann an der University of Texas (M.A. 1930, Ph.D. 1934), wo er nach seiner Promotion auch zwei Jahre lehrte (1934–1936). Von 1936 bis 1952 war er Professor für englische Literatur an der Louisiana State University, danach von 1953 bis 1979 an der Duke University, und von 1979 bis zu seinem Tod 1980 an der Southwest Texas State University.
Turners Forschungsschwerpunkt war die amerikanische Literatur des 19. Jahrhunderts. Unter anderem publizierte er zu Edgar Allan Poe, Herman Melville und Mark Twain; hervorzuheben sind seine Biografien zu George Washington Cable (1956) und Nathaniel Hawthorne (1980, postum erschienen).

### Werke
- George W. Cable: A Biography. Duke University Press, Durham NC 1956.
- Mark Twain and George W. Cable: A Record of Literary Friendship. Michigan State University Press, Ann Arbor 1960.
- Nathaniel Hawthorne: An Introduction and Interpretation. Barnes and Noble, New York 1961.
- Nathaniel Hawthorne: A Biography. Oxford University Press, New York 1980.

### Festschrift
- Louis J. Budd, Edwin Harrison Cady, und Carl L. Anderson (Hrsg.): Toward a New American Literary History: Essays in Honor of Arlin Turner. Duke University Press, Durham NC 1980.

### Sekundärliteratur
- Willard Thorp: Arlin Turner, 1909-1980. In: South Atlantic Quarterly 80:1, 1980. S. 1–5.